# Nitrosomonas marina
Nitrosomonas marina ist eine Bakterienart der Gattung Nitrosomonas. Es handelt sich um eine nitrifizierende Bakterienart, die im Stoffwechsel Ammoniak (NH3) zu Nitrit (NO2−) oxidiert und hierdurch Energie gewinnt.

## Merkmale
Die Zellen sind schmale Stäbchen mit gerundeten Enden in Größen von 0,7–0,9 X 1,4–2,3 µm.  Die Art ist wie alle Bakterien der Gruppe der Proteobacteria gramnegativ. Nitrosomonas marina ist aerob, das Bakterium benötigt Sauerstoff.
Die Art ist in der Lage Harnstoff als Ammoniumquelle zu nutzen. Nitrosomonas marina ist, wie alle Mitglieder der Familie der Nitrosomonadaceae, chemolithoautotroph, d. h., es werden anorganische Elektronendonatoren (Ammoniak) zur Energiegewinnung angewendet, die Art ist nicht auf organische Energie- und Kohlenstoffquellen angewiesen.
Nitrosomonas marina kommt in Meeren vor.

## Stoffwechsel
Nitrosomonas marina zählt, wie alle Nitrosomonadaceae zu den Nitrifizierer. Der Stoffwechsel beruht auf der Nitrifikation, es wird Ammoniak (NH3) zu Nitrit (NO2−) oxidiert.
Hierbei werden durch die Oxidation von Ammoniak Elektronen in eine Elektronentransportkette gebracht. Es wird eine protonenmotorische Kraft erzeugt, wodurch schließlich ATP gebildet wird. Für die Kohlenstofffixierung nutzen die nitrifizierenden Bakterien den Calvin-Zyklus, der auch bei der Photosynthese der Pflanzen genutzt wird.
Die Nitrifikation spielt eine bedeutende Rolle im Stickstoffkreislauf der Erde.